# Jhon Velásquez
Jhon Velásquez (Bogotá, Colombia; 2 de mayo de 1995) es un futbolista colombiano. Juega de centrocampista y actualmente es jugador de Fortaleza CEIF.

## Trayectoria
Nacido en Bogotá, Jhon Jairo empezó a jugar a fútbol, y a los 15 años ingresó a las divisiones inferiores de Independiente Santa Fe, club de su ciudad natal. En las inferiores del conjunto albirrojo, tuvo buenos partidos, lo que le ayudó a que Wilson Gutiérrez, lo tuviera en cuenta para el plantel profesional. En el primer semestre del 2014, el bogotano debutó como profesional en un partido válido por Copa Colombia, contra Llaneros F.C.. Poco más de un año después, en el segundo semestre del 2015, bajo el mando del técnico uruguayo Gerardo Pelusso, Jhon Jairo jugó su primer partido válido por la Liga Colombiana, cuando entró al segundo tiempo del partido contra el Envigado Fútbol Club. En Santa Fe jugó hasta el 2022.
En marzo de 2025 fichó por el Deportes Quindío, luego de su paso por el Farense de Portugal entre 2022 y 2024.

## Clubes
| Club             | País           | Año           |
| ---------------- | -------------- | ------------- |
| Santa Fe         | Colombia       | 2014 - 2015   |
| Llaneros         | Colombia       | 2016 - 2017   |
| Patriotas Boyacá | Colombia       | 2018          |
| Santa Fe         | Colombia       | 2019 - 2022   |
| Farense          | Portugal       | 2022 - 2024   |
| Deportes Quindío | Colombia       | 2025          |
| Fortaleza CEIF   | \| Colombia \| | 2025-presente |
| Colombia         |                |               |

## Estadísticas
Actualizado al último partido jugado el 15 de noviembre de 2021.
| Club                              | Temporada           | Liga  | Liga  | Copa Nacional | Copa Nacional | Copa Internacional | Copa Internacional | Total | Total |
| Club                              | Temporada           | Part. | Goles | Part.         | Goles         | Part.              | Goles              | Part. | Goles |
| --------------------------------- | ------------------- | ----- | ----- | ------------- | ------------- | ------------------ | ------------------ | ----- | ----- |
| Fortaleza · Colombia              | 2016                | 19    | 1     | 3             | 0             | -                  | -                  | 22    | 1     |
| Fortaleza · Colombia              | 2017                | 38    | 15    | 0             | 0             | -                  | -                  | 38    | 15    |
| Fortaleza · Colombia              | Total               | 57    | 16    | 3             | 0             | -                  | -                  | 60    | 16    |
| Patriotas · Colombia              | 2018                | 15    | 1     | 3             | 1             | -                  | -                  | 18    | 2     |
| Patriotas · Colombia              | Total               | 15    | 1     | 3             | 1             | -                  | -                  | 18    | 2     |
| Independiente Santa Fe · Colombia | 2014                | 0     | 0     | 3             | 0             | 0                  | 0                  | 3     | 0     |
| Independiente Santa Fe · Colombia | 2015                | 1     | 0     | 0             | 0             | 0                  | 0                  | 1     | 0     |
| Independiente Santa Fe · Colombia | 2019                | 36    | 4     | 7             | 2             | -                  | -                  | 43    | 6     |
| Independiente Santa Fe · Colombia | 2020                | 20    | 3     | 3             | 0             | -                  | -                  | 23    | 3     |
| Independiente Santa Fe · Colombia | 2021                | 33    | 5     | 5             | 2             | 5                  | 0                  | 43    | 7     |
| Independiente Santa Fe · Colombia | Total               | 90    | 12    | 18            | 4             | 5                  | 0                  | 113   | 16    |
| Deportes Quindío · Colombia       | 2025                | 1     | 1     | -             | -             | -                  | -                  | 0     | 0     |
| Deportes Quindío · Colombia       | Total               | 1     | 1     | 0             | 0             | 0                  | 0                  | 0     | 0     |
| Total en su carrera               | Total en su carrera | 162   | 29    | 24            | 5             | 5                  | 0                  | 191   | 34    |

## Palmarés

### Torneos nacionales
| Título                | Club     | País     | Año  |
| --------------------- | -------- | -------- | ---- |
| Torneo Finalización   | Santa Fe | Colombia | 2014 |
| Superliga de Colombia | Santa Fe | Colombia | 2015 |
| Superliga de Colombia | Santa Fe | Colombia | 2021 |

### Torneos internacionales
| Título            | Club     | Sede   | Año  |
| ----------------- | -------- | ------ | ---- |
| Copa Sudamericana | Santa Fe | Bogotá | 2015 |